# Мелісенда (королева Єрусалиму)
Мелісенда I (1105 — 11 вересня 1161) — правляча королева Єрусалиму (1131–1153), регентка королівства (1153–1161). Розбудовувала освіту та культуру королівства, займалася будівництвом. Вшанована на Поверсі спадщини Джуді Чикаго.

## Біографія
Названа в честь бабусі по батькові.

### Молоді роки
Народилася 1105 року в місті Едеса. Була донькою графа Балдуїна Едеського, майбутнього короля Єрусалиму, та Морфії Мелітенської. Здобула гарну освіту. Володіла вірменською, французькою, грецькою, арабською та латиною. Вивчала Біблію, праці Отців Церкви. Також навчалась арифметиці, геометрії, музиці, граматиці, риториці, діалектиці, теології, астрономії. 1118 року після обрання батька королем Єрусалиму Мелісенда деякий час з матір'ю залишалася в Едесі, лише 1120 року переїхала до столиці королівства. 1129 року батько оголосив Мелісенду спадкоємницею трону. Водночас, зважаючи на її молодість, став шукати їй досвідченого чоловіка. Вибір впав на Фулько V, графа Анжуйського. Весілля відбулося 2 червня цього ж року. Наступного року Мелісенда народила сина Балдуїна.

### Правління
1131 року помер Балдуїн II. Мелісенду з чоловіком оголосили королем і королевою. Втім між подружжям майже із самого початку розпочалися конфлікти. В них активно брав участь коханець Мелісенди Гуго II де Пюїзе. Зрештою Мелісенда зуміла зменшити вплив Фулько Анжуйського, вже 1136 року фактично перебравши одноосібну владу. Вона відмовилася від нових завоювань, зосередивши увагу на підтримці освіти та культури.  
В цей час був створений так званий Псалтир Мелісенди (1139 рік). 1141 року з ініціативи Мелісенди відбулася реконструкція Храму Гробу Господнього. 
1143 року після смерті Фулько відбулася повторна коронація Мелісенди та її сина Балдуїна III.
Разом із політичною діяльністю Мелісенда багато робила для поліпшення становища населення, розбудови міст. Так, в Єрусалимі вона власним коштом побудувала ринок, де було 27 хлібних лавок. 1144 року намагалася надати допомогу Едеському графству. Для цього спрямувала конетабля Манасію Хержеського, Пилипа Наблузького, Елінанда Тіверіадського на допомогу графу Жослену II Куртене. Втім це не допомогло хрестоносцям втримати Едесу. Згодом багато в чому допомагала учасникам Другого хрестового походу.
1150 року син Балдуїн III конфліктує з матір'ю і фактично усуває її від влади. Було вирішено поділити королівство. Мелісенда при підтримці патріарха Фулько отримала південні землі Єрусалимської держави. Втім 1152 року конфлікт спалахнув з новою силою, відбувся перерозподіл земель. Тепер Мелісенда отримала Наблус та Єрусалим. 
Зрештою, змушена була відмовитися від Єрусалиму, а 1153 року Мелісенда зреклася королівського титулу й вирушила до монастиря у Віфінії, де її сестра була абатисою. 1161 року Мелісенда після інсульту повернулася до Єрусалиму, де померла 11 вересня цього ж року.

## Родина
Чоловік — Фулько Анжуйський (1089/1092—1143), король Єрусалиму у 1131–1143 роках
Діти:
- Балдуїн (1130–1162), король Єрусалиму
- Аморі (1136–1174), король Єрусалиму